# Tân Kiên
Tân Kiên là một xã thuộc huyện Bình Chánh, Thành phố Hồ Chí Minh, Việt Nam.
Xã Tân Kiên nằm ở trung tâm huyện Bình Chánh, có vị trí địa lý:
- Phía đông giáp quận Bình Tân và Quận 8
- Phía tây giáp xã Tân Nhựt
- Phía nam giáp thị trấn Tân Túc và xã An Phú Tây với ranh giới là sông Chợ Đệm – Bến Lức
- Phía bắc giáp quận Bình Tân.

Xã có diện tích 11,49 km², dân số năm 2021 là 57.450 người,  mật độ dân số đạt 5.000 người/km².